# 725
725 (DCCXXV) var ett normalår som började en måndag i den julianska kalendern.

## Händelser

### Okänt datum
- Bede publicerar De temporum ratione där han räknar ut datum från kristi födelse. Systemet sprids i västra Europa.
- I Egypten, leder förbittring bland kopter mot beskattning till en revolt.
- I Kina, under Tangdynastin, använder buddhistiske munken, astronomen och maskiningenjören Yi Xing världens tidigaste berömda spärrhakemekanism, för att visa roteringsrörelser för sin astronomiska armillarsfär.

## Födda
- Huaisu, kinesisk munk och kalligraf.
- Paulus Diaconus, benediktinsk munk och langobardisk historieskrivare.

## Avlidna
- 23 april — Wihtred, kung av Kent